# Association pour le traitement automatique des langues
Pour les articles homonymes, voir ATALA.
L’Association pour le traitement automatique des langues (ATALA) se consacre depuis 1959 au développement du traitement automatique des langues (TAL) en France et dans les pays francophones.

## Généralités et rôles de l'association
Cette association loi 1901 a été créée en 1959 par Émile Delavenay et était au départ principalement tournée vers la traduction automatique, avec quelques réunions par an (elle s'intitulait d'ailleurs Association pour la traduction automatique et la linguistique appliquée),,. Au fil des ans, l'association a élargi son domaine et s’est amplement structurée :
- elle publie la revue internationale TAL[4] depuis 1960[5] avec le concours du CNRS. Trois numéros par an dûment sélectionnés par un comité de lecture international sont publiés et accessibles directement en ligne[6] depuis 2006.
- elle organise annuellement la conférence TALN avec sa session étudiante RÉCITAL,
- elle soutient l’organisation de journées d’étude,
- elle maintient une base de données sur les enseignements du TAL en France,
- elle est présente sur internet par son site web[7] et la liste de diffusion LN[8]. Cette structure lui permet de rassembler et de fédérer tous les acteurs de la communauté du TAL francophone.

Si la traduction automatique reste une application majeure du TAL, bien d’autres applications ont vu le jour depuis 50 ans, pour former les "industries des langues". Celles-ci sont en plein essor et s’intègrent peu à peu dans notre quotidien. Elles s’appuient sur des recherches jetant une passerelle entre la linguistique et l’informatique sans oublier la statistique, fort utile pour extraire des données du gigantesque réservoir de textes disponibles sur le web.
L’ATALA joue un rôle moteur essentiel pour l’animation de ces recherches et leur diffusion, tout en restant étroitement en contact avec le monde industriel.

## Fonctionnement
Son fonctionnement s'articule principalement autour de deux comités :
- Le conseil d'administration[9] composé de 21 membres maximum élus par tiers
- Le comité permanent[10] composé de 4 membres cooptés élus par roulement sur 4 ans, des présidents de TALN et RECITAL des années n et n+1, des présidents de TALN de l'année n-1 et de deux membres en commun avec le CA chargés des relations entre les deux comités.

L'ATALA est membre partenaire de la Société informatique de France.